# Dee Island
Dee Island ist eine Insel mit einem markanten scharfgratigen Gipfel am Südende, welche zum Archipel der Südlichen Shetlandinseln gehört. Sie liegt 4 km östlich von Ongley Island und unmittelbar vor der Nordküste von Greenwich Island.
Die Insel wurde 1935 von Wissenschaftlern der britischen Discovery Investigations kartiert.